# 小野真弓のかわいい日本昔話
小野真弓のかわいい日本昔話（おのまゆみのかわいいにほんむかしばなし）は、2006年11月、オーイズミが開発、発売したパチスロ機。オーイズミの初5号機。保通協に登録された型式名は『日本昔話5』。

## 特徴
- タレントの小野真弓とのタイアップ機種。おとぎ話をモチーフとした演出となっている。
- 付加機能としてのリプレイタイム（RT）、アシストタイム（AT）を搭載しておらず、ビッグボーナス（346枚払い出しで終了、約275枚）、ミドルボーナス（254枚払い出しで終了、約200枚）、レギュラーボーナス（12G中8回の入賞で終了、約100枚）の3種類のボーナスが主体のゲーム性。ミドルボーナス中はレギュラーボーナスを抽選していて、レギュラーボーナス入賞でも終了する。
- ビッグボーナス、ミドルボーナス終了後は10G間の「花咲かゲーム」に突入。
- リプレイ、リプレイ、一寸法師（15枚役）でボーナス重複抽選の期待を高める前兆RTに突入する。
- 3種類のボーナス中はBGM、液晶演出が異なる。
- CD『スロ音 Vol.2』に当機のBGMが収録されている。オムニバス形式ながら実機の発売前にサウンドトラックCDが発売された。

## スペック
| 設定 | BIG確率  | MID確率  | REG確率  | 機械割  |
| ---- | -------- | -------- | -------- | ------- |
| 1    | 1/348.60 | 1/780.19 | 1/936.23 | 97.05%  |
| 2    | 1/334.37 | 1/728.18 | 1/936.23 | 99.12%  |
| 3    | 1/324.44 | 1/655.36 | 1/936.23 | 101.22% |
| 4    | 1/312.08 | 1/585.14 | 1/936.23 | 104.01% |
| 5    | 1/300.62 | 1/546.13 | 1/936.23 | 106.87% |
| 6    | 1/292.57 | 1/528.52 | 1/936.23 | 109.20% |

※メーカー発表値

## 演出
- 「一寸法師」、「金太郎」、「浦島太郎」、「うさぎとカメ」、「かぐや姫」、「桃太郎」、「鶴の恩返し」基本的に連続演出になっており、小野真弓登場で大当たり演出となる。

## 関連商品
- 『スロ音 Vol.2』（ソニーレコード、2006年7月26日、SRCL-6389）